# 五和宮
24°44′11″N 121°07′12″E / 24.736334°N 121.119947°E
五和宮，是位於臺灣新竹縣芎林鄉五龍村的媽祖廟，其媽祖香火來源是廣東汕頭媽嶼島（放雞山），媽祖誕辰時廟方會將雞放生，來紀念祖廟。

## 沿革
嘉慶元年（1796年），當地士紳彭維業自中國大陸分靈媽祖，蓋廟祀奉。因信仰轄區為鹿寮坑、山豬湖、橫山、沙坑、大肚等庄，故取名為「五和宮」。
臺灣日治時代，皇民化運動時，廟宇被廢，媽祖神像被遷到民宅，曾棄置飛鳳山上，直到戰後才被迎回，由仕紳募款重建廟宇。1991年改建後，廟方新造一座較大尊的媽祖神像，舊媽祖神像放置在正前方同受信眾敬祀。1995年12月11日，慶祝耗資兩千多萬的新廟落成，舉行福醮。

## 祭祀
此廟是五龍與華龍兩村居民的信仰中心，祖廟是汕頭媽嶼島放雞山天后宮。與台灣各地常見的媽祖廟不同，此廟屬於客家人文化的媽祖，分靈自廣東汕頭，而不是福建莆田。台灣日治時期，日本政府壓抑客家聯庄祭祀，使得當地客家庄民轉往北港朝天宮朝拜進香，庄遂有「媽婆顯外庄」的說法。
1963年，葛樂禮颱風造成油羅溪水灌入鹿寮坑與山豬湖之間，造成洪患。村民連夜撤守家園通通移往五和宮與附近的五龍國小避難，並擺出媽祖神像在岸邊坐鎮，以求洪水退去。
在三月廿三媽祖誕辰，廟方會把雞放生，來遙祭放雞山的祖廟。舉行文化祭時，亦會用竹子編成的公雞和母雞作造型。
2005年，芎林五和宮廟方與新竹長和宮作首次閩、客媽祖連袂出巡。
當地亦祭祀義民爺。